# Kurt Schwertsik
Kurt Schwertsik   (Viena, 25 de juny de 1935) és un compositor austríac contemporani. És famós per crear la "Tercera escola vienesa" i difondre la música clàssica contemporània.

## Biografia
Deixeble de Joseph Marx i Karl Schiske a l'Acadèmia de Música de Viena, posteriorment va estudiar amb Karlheinz Stockhausen a Colònia i Darmstadt. El 1958 fundà el conjunt "die reihe" amb el seu compositor i director d'orquestra Friedrich Cerha (famós per acabar l'òpera Lulu, d'Alban Berg) i més tard, el 1968, el conjunt "MOB art & tone ART" amb Otto Zykan i Heinz Karl Gruber. Va ser corn de lOrquestra Simfònica de Viena (a partir del 1968) mentre ensenyava composició al Konservatorium Wien (del 1979). Entre el 1989 i el 2004 va ser professor de composició a la "Vienna Musikhochschule" (Acadèmia de Música, quan estudiava allà, ara anomenada Universitat de la Música i les Arts Escèniques, Viena). Les seves obres es caracteritzen per la seva particular exploració de la tonalitat i la seva ironia musical i humor. Va rebre el Gran Premi Estatal Austríac (1992), la Decoració Austríaca de Ciència i Art (1997) i nombrosos altres premis.
Kurt Schwertsik és president de la Societat Joseph Marx que es va fundar el 2006 amb l'objectiu d'implementar el Renaixement d'aquest compositor. Així, Schwertsik ha acceptat el càrrec de líder d'una organització per primera vegada en la seva carrera i també s'ha declarat un melodista d'acord amb la filosofia musical desenvolupada i representada per Joseph Marx.

## Premis
- Premi Ciutat de Viena de Música (1980)
- Gran premi estatal austríac de música (1992)[1]
- Decoració austríaca per a la ciència i l'art (1997)[2]
- Medalla de plata pel servei a la ciutat de Viena (2006)